# Реформатська християнська церква Словаччини
Реформатська християнська церква Словаччини (Reformovaná kresťanská cirkev na Slovensku, Szlovákiai Református Keresztyén Egyház, РХЦС) - одна з протестантських церков Словаччини . 

## Історія
Створена у 1918 році кількома колишніми благочиннями  УРЦ , які опинилися на території Чехословаччини   . 

## Організація
Вищий орган - Синод (Synod, Zsinat)  , між синодами - Синодальна рада (Synodná rada, Zsinati Tanács)  , вища посадова особа - єпископ (biskup, püspök) і генеральний куратор (generálny kurátor, főgondnok). РХЦС складається з благочинь (Seniorát, Egyházmegyék):
- Братиславське благочиння (Bratislavský seniorát)
- Комарнанське благочиння (Komárňanský seniorát)
- Тековське благочиння (Tekovský seniorát)
- Гемерське благочиння (Gemerský seniorát)
- Аболвсько-турневське благочиння (Abovsko-turniansky seniorát)
- Земплинське благочиння (Zemplínsky seniorát)
- Ужське благочиння (Užský seniorát)
- Міхаловське благочиння (Michalovský seniorát)
- Ондавсько-Хорнадське благочиння (Ondavsko-hornádsky seniorát) [7]

Благочиння складаються з парафій (Cirkevné zbory, Egyházközségek)   . 
Благочиння
Вищий орган благочиння - загальні збори (valné zhromaždenie), вищі посадові особи благочиння - благочиній (senior) і куратор (seniorálny kurátor).
Парафії
Вищий орган парафії - парафіяльні збори, між парафіяльними зборами - пресвітеріум (presbyterstvo), вищі посадові особи приходу - пастор (pastier) і куратор (kurátor).

## Список єпископів
- Імре Варга (1953-1980)
- Жигмонд Хорват (1984-1988)
- Єні Міко (1988-1996)
- Геза Ерделі (30 травня 1996 - січень 2009)
- Ласло Фазекаш (з 2009 року)